# Funkist
Funkist, o più correttamente scritto FUNKIST, è una rock band giapponese formatasi nel 2001, che pubblica i suoi dischi tramite Pony Canyon.

## Storia del gruppo
Il complesso musicale FUNKIST si formò nel 2001. Inizialmente si esibì interpretando brani di genere indie e nel 2005 il gruppo tenne un live tour tra Tokyo, Okinawa e Macao.
Nel 2007 Funkist pubblicò il singolo di genere indie white world. 
Nel luglio 2008 cambiò genere e debuttò ufficialmente come gruppo J-pop siglando un contratto con Pony Canyon. Tra il 2009 e il 2010 realizza ed interpreta due brani utilizzati rispettivamente come prima e terza sigla di apertura della serie televisiva anime Fairy Tail, Snow fairy e ft., che è stato pubblicato anche in un'edizione alternativa con la copertina dedicata alla serie e raffigurante Natsu Dragonil con Happy. Il 24 agosto 2011 il gruppo pubblica nel mese di agosto il singolo ALL TOGETHER, contenente il brano omonimo che ha fatto da colonna sonora all'evento di pro-wrestling All Together, realizzato per raccogliere fondi per la ricostruzione dopo il terremoto e maremoto del Tohoku dell'11 marzo 2011.
Il 13 ottobre 2011, alle ore 17:12, Yoko Kasugai, la flautista del gruppo, muore all'età di 35 anni a causa di una malattia che da diverso tempo già la affliggeva. Il 20 gennaio 2013 il batterista Priest lascia il gruppo e si ritira dalla scena musicale dopo il live che si tenne in tale data al Shibuta O-WEST.

## Formazione
| Nome                     | Ruolo          | Data di nascita |
| ------------------------ | -------------- | --------------- |
| Someya Saigo (染谷西郷?) | Vocalist       | 17 settembre    |
| Taiji Miyata (宮田泰治?) | Chitarrista    | 16 giugno       |
| Yoshiro (ヨシロウ?)      | Chitarrista    | 23 agosto       |
| JOTARO (ジョウタロウ?)   | Bassista       | 1º novembre     |
| Ogachi (オガチ?)         | Percussionista | 30 gennaio      |

### Ex componenti
- Yoko Kasugai (春日井陽子?) (flautista): deceduto il 13 ottobre 2011 a causa di una malattia.
- Priest (住職?) (batterista): ha lasciato il gruppo e si è ritirato dopo l'ultimo live del 20 gennaio 2013 tenutosi al Shibuya O-WEST.

## Discografia

### Singoli
1. Okinawa (沖縄?)
2. Japarikan SOUL (ジャパリカンSOUL?) (16 gennaio 2006)
3. white world (7 febbraio 2007)
4. THE LOVE SONG

### Album
1. THANKIST
2. Resort
3. RECORD PRAYER (19 dicembre 2007)

### Singoli
1. my girl (16 luglio 2008)[5]
2. white world (edizione dedicata al concerto live tenutosi presso il SHIBUYA-AX) (29 aprile 2008)
3. BORDER (3 dicembre 2008)[6]
4. Moonrise carnival (2 settembre 2009)[7]
5. Snow fairy (2 dicembre 2009)[8]
6. MAMA AFRICA (10 marzo 2010)[9]
7. ft. / piece ball (28 aprile 2010)[1]
8. ALL TOGETHER (24 agosto 2011)[2]
9. SHINE (22 febbraio 2012)[10][11]
10. Gipsy (5 marzo 2014)[12]

### Album
1. SUNRISE 7 (18 febbraio 2009)[13]
2. FUNKIST CUP (16 giugno 2010)[14]
3. ~ Dawn Dawn Dawn Dawn Dodon Welcome to JAPAN ~ Yoi (8 maggio 2011), live venue Limited Edition FUNKIST LIVE TOUR 2010-2011
4. Live venue Limited Edition FUNKIST LIVE ~ REVOLUTION tour 2011 ~ (29 ottobre 2011)
5. 7 (11 aprile 2012)[15]
6. live venue Limited Edition FUNKIST LIVE TOUR 2011 "COLLAVOLUTION tour 2011" (21 aprile 2012)

### Major mini album
1. Pieceful (2 febbraio 2011)

### DVD
1. COLORS
2. The Thank You tour to South Africa

## Brani dei FUNKIST utilizzati in eventi o altri media
1. BORDER: sigla di apertura per CDTV December 2008 (in onda sulle reti di TBS)
2. Snow fairy: prima sigla di apertura della serie televisiva anime Fairy Tail
3. MAMA AFRICA: colonna sonora dell'evento PUMA "AFRICA CELEBRATION"
4. Ft.: terza sigla di apertura della serie televisiva anime Fairy Tail
5. Peace Ball: sigla di chiusura di Super Soccer
6. ALL TOGETHER: colonna sonora ufficiale dell'evento di pro-wrestling di ALL TOGETHER dedicato alle vittime del terremoto e maremoto del Tohoku del 2011
7. SHINE: sigla di apertura del videogioco per PSP Tales of the Heroes Twin Brave
8. NEW DAYS: sigla di chiusura del videogioco per PSP Tales of the Heroes Twin Brave
9. Brave: brano utilizzato all'interno del videogioco per PSP Tales of the Heroes Twin Brave

## Eventi radio
1. FM NACK5 "Lucky 7 to even FUNKIST radio-time" (dalle ore 25:40 alle 26:00 JST ogni giovedì nel programma "STROBE NIGHT!")